# Max Kaser
Max Kaser, född 21 april 1906 i Wien, död 13 januari 1997, var en österrikisk-tysk rättsvetenskapsman och professor vid universiteten i Münster, Hamburg, Salzburg och hedersdoktor vid flera universitet.